# 罗恩级大巡洋舰
罗恩级大巡洋舰（德語：Roon-Klasse）是德意志帝国海军于20世纪初建造的两艘装甲巡洋舰（大巡洋舰）的船级。该船级由首舰罗恩号和末舰约克号所共同组成，它们与早前的阿达尔贝特亲王级舰只非常相似，但包含了轻微的渐进式改良。通过增加第四座烟囱，这些舰只很容易与其前级作区分。如同德国建造的大多数装甲巡洋舰一样，它们被设计用于担任德国海外领地的驻舰。这些舰只与它们的英国竞争对手并无可比性。
两艘同级舰在1905－1906年相继投入使用后便跟随公海舰队的侦察部队一起服役。当第一次世界大战于1914年爆发时，它们还曾与第一侦察集群内更为强大的战列巡洋舰共同作战。在1914年12月6日完成突袭英国海岸的任务返航时，约克号不慎触发了德国人自己布设的水雷，并伴随着重大伤亡而沉没。罗恩号在1916年被解除武装，并计划改造为水上飞机母舰，但从未能实现。该舰最终于1921年拆解报废。

## 设计

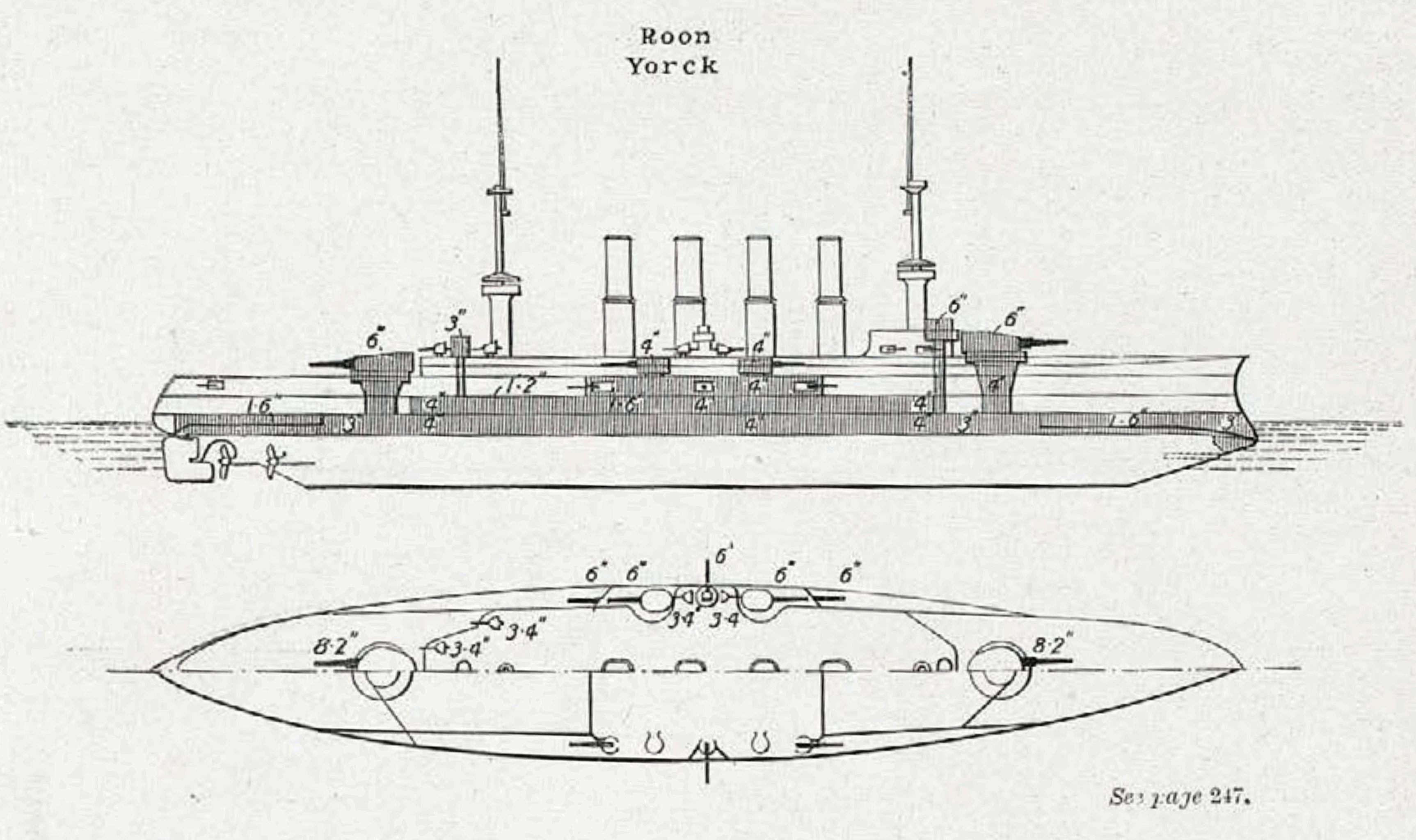
罗恩级舰只的平面及立面图

罗恩号及其姊妹舰约克号的设计工作于1901年完成。这个船级的设计可以追溯至1896－1900建造的德国首艘装甲巡洋舰俾斯麦侯爵号，以及之前的防护巡洋舰维多利亚·路易丝号级。德国的装甲巡洋舰主要是为海外值勤而设计，特别是作为非洲、亚洲和太平洋地区的德国殖民地驻舰。
罗恩号和约克号是前身阿达尔贝特亲王级大巡洋舰的改进版本。两艘舰较阿达尔贝特亲王级略大且速度更快，装甲布局亦稍有不同；罗恩级舰只在炮塔表面的装甲更薄，甲板的装甲保护也较轻。它们具有许多与同代德国前无畏舰相同的特征，包括采用较小的主舰炮，但副炮则比国外同类舰只的装备更重。因此，它们无法与英国的同代产品相提并论。英国海军历史学家约翰·泰勒（John Taylor）认为这些舰只“防护较差且并非一个成功的在役船级”尽管有缺点，但罗恩级仍然为后续的沙恩霍斯特级提供了技术积累，并且事实证明她是更好的战舰，比实际上更脆弱的英国同行们要好得多。

### 整体特征
罗恩级舰只的水线长度和全长分别为127.3（417英尺8英寸）和127.8（419英尺3英寸），有20.2（66英尺3英寸）的舷宽，以及7.76（25英尺6英寸）的吃水深度。它们的设计排水量为9,533公噸（9,382長噸），满载排水量则可达10,266公噸（10,104長噸）。船体采用横向和纵向钢框架构造，再覆以钢制船体板铆接而成。它们被分为十二个水密舱室和一个占龙骨长度比重为60%的双层船底。
如同前级阿达尔贝特亲王级一样，罗恩号和约克号也被德国海军视为良好的远洋船具；当舰只下部的燃料舱装满时，它们的运动平稳，易于操纵且对掌舵的反应十分灵敏。但它们在满舵时会有高达六成的速度损失。由于舰只的炮廓安装过低，因此它们相当潮湿；以至于廓装炮无法在大浪汹涛的条件下使用。舰只的横向稳心高度为1.04米（3英尺5英寸）。罗恩级舰只的标准船员编制为35名军官和598名水兵，但在担任分舰队旗舰时，还可额外增加13名军官和62名水兵；而作为第二旗舰时的增补人数则为9名军官和44名水兵。

### 机械装置
罗恩级舰只的推进系统与前级相同，由三台立式三缸三胀往复式蒸汽机所组成，各负责驱动一副三叶螺旋桨；其中中心桨的直径为4.5（14英尺9英寸），两个外桨则略大，直径为4.8（15英尺9英寸）。由杜塞尔多夫-拉廷格圆筒锅炉厂（Düsseldorf-Ratinger Röhrenkesselfabrik）生产的十六台杜尔锅炉负责为发动机提供蒸汽。每台锅炉各设四个燃烧室，共计48个。推进系统的额定功率为19,000匹指示馬力（14,000千瓦特），最高速度为21節（39每小時）。电力由四台涡轮发电机供应，可在110伏特的电压下输出260千瓦特（350匹馬力）的总电功率。

### 武器装备
罗恩级舰只的主舰炮为安装在两座双联装炮塔上的四门210毫米40倍径速射炮，分设于中央舰艛的两端。它们在发射108（238英磅）炮弹的初速为780每秒（2,600英尺每秒）。炮塔的初始最大高程为16度，射程为12,300（13,500碼）。而当其后将高程提升至30度后，最大射程则达到16,200（17,700碼）。
舰只的副炮则由十门安装在单座炮塔或炮廓内的150毫米40倍径速射炮以及十四门全数安装在炮廓内的88毫米35倍径速射炮组成。150毫米炮在发射40（88英磅）炮弹时的初速为800每秒（2,600英尺每秒）；炮管可提升至30度仰角，射程为13,900（15,200碼）。88毫米炮在发射7（15英磅）炮弹时的初速为770每秒（2,500英尺每秒）；其最大射程为9,100（10,000碼），可提升至25度仰角。此外，舰只还装备有四具450（17.7英寸）浸没式水下鱼雷发射管；分别布设在舰艏、舰艉和两边舷侧，并提供11枚鱼雷。
这些武器装备与前级阿达尔贝特亲王级舰只基本相同，仅存在携弹量差异。罗恩级舰只可为主炮提供380枚弹药、为150毫米炮提供1600发炮弹，以及为88毫米炮提供2100发炮弹。罗恩号曾计划被改造为一艘水上飞机母舰，这需要六门150毫米45倍径速射炮和六门带有2400发弹药的88毫米高射炮，但改造最终从未实现。

### 装甲保护
罗恩级舰只受到克虏伯渗碳钢的保护。其水线装甲带在舰舯有100（3.9英寸）厚的钢板，用以保护弹药舱、轮机舱等核心部位。装甲带在中央部分的两端减弱至80（3.1英寸）。它们由一层55（2.2英寸）厚的柚木作支承。对于炮廓甲板，其侧部装甲的厚度同样为100毫米。装甲甲板的厚度则为40至60（1.6至2.4英寸），并在舷侧以40至50（1.6至2.0英寸）厚的斜面装甲与主装甲带相连。前司令塔的侧部和顶部分别有150（5.9英寸）和30（1.2英寸）厚。后司令塔的防护较弱；其侧部厚80毫米，顶部为20（0.79英寸）。主炮炮塔的两侧覆盖有150毫米厚的钢板，顶部为30毫米厚。150毫米炮的炮塔侧部也有100毫米，并装备80毫米厚的炮挡。

## 建造
罗恩号是为替代老旧的铁甲巡防舰皇帝号而以“皇帝代舰（Ersatz Kaiser）”为代号订购，后者已更名为“天王星号（Uranus）”并被用作港口船。罗恩号于1902年在基尔的帝国船厂开始架设龙骨，1903年6月27日下水，至1906年4月5日完工，共计斥资1534.5万黄金马克。约克号则是为替代老旧的铁甲巡防舰德国号而以“德国代舰（Ersatz Kaiser）”为代号订购，后者是皇帝号的姊妹舰，已更名为“火星号（Jupiter）”并被用靶舰。约克号于1903年2月在汉堡的布洛姆－福斯船厂开始架设龙骨，1904年5月14日下水，至1905年11月21日竣工，共计花费1624.1万黄金马克。

### 同级舰
| 舰只   | 造船厂               | 命名来源                              | 架设日期     | 下水日期      | 入役日期       | 结局                        |
| ------ | -------------------- | ------------------------------------- | ------------ | ------------- | -------------- | --------------------------- |
| 罗恩号 | 基尔帝国船厂         | 普鲁士陆军元帅阿布雷希特·冯·罗恩      | 1902年8月1日 | 1903年6月27日 | 1906年4月5日   | 1921年拆解报废              |
| 约克号 | 汉堡布洛姆－福斯船厂 | 普鲁士陆军元帅路德维希·约克·冯·瓦滕堡 | 1903年2月    | 1904年5月14日 | 1905年11月21日 | 1914年11月4日触德国水雷沉没 |

## 服役历史

### 罗恩号

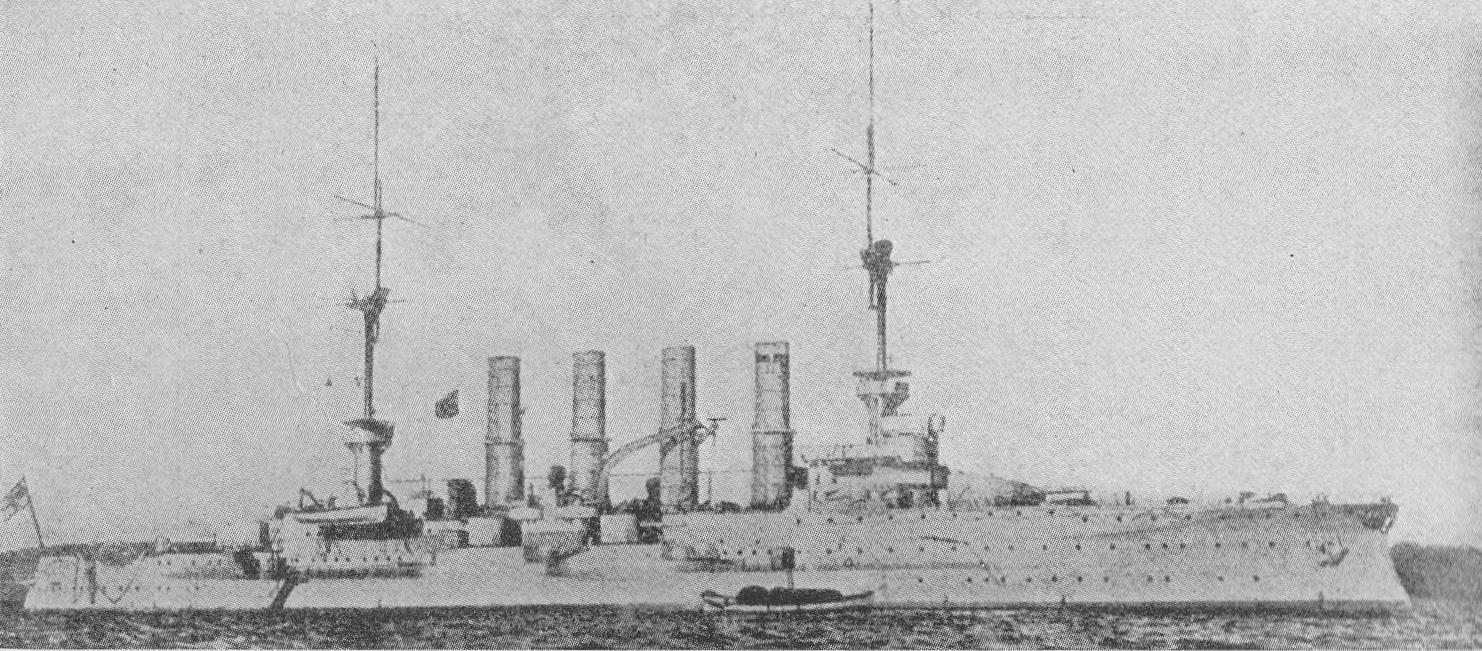
一战前的罗恩号

投入舰队服役后，罗恩号被分配至第一侦察集群。1908年，它担任第二支队司令海军少将赫尔曼·雅各布森的旗舰。罗恩号在此服役直至1912年，然后被新的战列巡洋舰毛奇号所取代。
当第一次世界大战爆发时，罗恩号转而担任第三侦察集群的旗舰。舰只参加了一战期间的数次行动，其中包括突袭斯卡布罗、哈特尔浦及惠特比，并在当时为公海舰队的无畏舰群提供巡洋舰屏护。罗恩号还参加了在波罗的海针对俄罗斯帝国海军的行动，包括于1915年5月协助德国陆军炮击设在利鲍的俄军阵位。此外，1915年7月爆发的奥兰群岛海战也是在包括罗恩号在内的几艘德国巡洋舰与以装甲巡洋舰留里克号为首的俄国分舰队之间展开。同年8月，罗恩号携大巡洋舰海因里希亲王号又炮击了波罗的海的一些俄军阵位，并曾短暂与几艘俄国驱逐舰交火。
1916年之后，罗恩号被解除武装，并在基尔用作警备舰和浮动的宿营船直至战争结束。同时，将舰只改造为水上飞机母舰的设计工作也随之展开；工程计划从1917年持续到1918年，为期二十个月。然而，这些改造并未实现，罗恩号于1920年11月25日正式从海军名录中除籍，并于次年在基尔北堤拆解报废。

### 约克号
约克号同样跟随其姊妹舰在第一侦察集群的第二支队服役。1908年，该舰凭借优异的射击成绩代表侦察集群赢得了年度的“皇帝砲术奖（Kaiser's Schießpreis）”。1911年，海军上校弗朗茨·冯·希佩尔接任约克号舰长，这是一战期间指挥第一侦察集群的司令。他在该舰的任期从1911年10月1日至1912年1月26日止。1912年初，舰只退役，其船员遂被转移至新近入役的战列巡洋舰塞德利茨号。
约克号于第一次世界大战的役期非常短暂。当战争爆发时，它被带出预备役，并跟随其姊妹舰加入了第三侦察集群。在完成突袭斯卡布罗、哈特尔浦及惠特比的任务后，该舰在返回亚德湾期间发生导航错误，意外地驶入并撞上了德国的防御雷区。约克号迅速沉没，629名船员中仅127人获救。舰只残骸于1929年至1980年代中期分为几个阶段进行清理。第一阶段工作从1929年持续至1930年，1965年又曾短暂展开。舰只的最终移除工作则始于1982年。